# Іван Клей
Іван Клей (порт. Ivan Kley; 29 червня 1958 — 3 квітня 2025) — бразильський тенісист.
Найвищу одиночну позицію світового рейтингу — 81 місце досяг 29 грудня 1986, парну — 56 місце — 29 липня 1985 року.
Здобув 1 парний титул.
Найвищим досягненням на турнірах Великого шолома було 2 коло в парному розряді.

## Фінали Гран-прі за кар'єру

### Парний розряд: 2 (1–1)
| Результат | W-L | Дата     | Турнір            | Покриття | Партнер         | Суперники                 | Рахунок  |
| --------- | --- | -------- | ----------------- | -------- | --------------- | ------------------------- | -------- |
| Поразка   | 0–1 | Тра 1985 | Форест-Гіллс, США | Ґрунт    | Жівалдо Барбоза | Кен Флек Роберт Сегусо    | 5–7, 2–6 |
| Перемога  | 1–1 | Тра 1985 | Мадрид, Іспанія   | Ґрунт    | Жівалдо Барбоза | Хорхе Бардо Альберто Тоус | 7–6, 6–4 |